# Димитър Чуповски
Димитър Димов Иванов Чуповски (на македонска литературна норма: Димитрија Чуповски) е публицист от Македония и ранен македонист.

## Биография
Димитър Димов Чупаров е роден на 8 ноември 1878 година във велешкото село Попрадище, тогава в Османската империя. Той е от рода на Чупарови, от който произлизат още революционерите Ангелко Чупаров и Петър Чупаров и църковният деец Иван Чупаров. Единият му брат Павел Чупаров е революционер от ВМОРО, а другият е федералистът Кузман Чупаров. Преди Чуповски да се роди баща му е убит от албански наемници. На 10-годишна възраст Димитър Чуповски, заедно със семейството си, се премества в родното на майка му Крушево, след като Папрадище е опожарено от албански разбойници.
През 1892 г. Димитър Чуповски се премества с братята си в София, където денем работи, а вечер посещава кръжоците на лозарите организирани от Даме Груев, Петър Попарсов и други македонски студенти. Своето образование той продължава в Белград в учителска школа на дружество Свети Сава през периода от 1893 до 1894 година. През 1893 година със свои другари основава под въздействие на сърбо-македонистичното учение на Стоян Новакович ученическо дружество „Вардар“ с цел поддържане на македонистки дух сред приетите в Сърбия ученици от Македония.
След завършване на образованието си в Белград, Чуповски се работи като учител в Папрадище през 1895 – 1896 година. По това време той за кратко е арестуван и след освобождаването се връща в Белград. Междувременно Новакович става премиер и през 1895 – 1896 преориентира сръбската външна политика в русофилска. В резултат от Белград Чуповски заминава за Русия, където се записва в Духовната семинария в Новгород, а после се мести в Симферопол, където учи до 1900 година. Оттам той се прехвърля в Санктпетербургския университет, но е изключен поради участие в студентска стачка в 1905 година. През периода 1900 – 1905 г. Стоян Новакович е назначен за посланик на Сърбия в Санкт Петербург и инициира през 1902 година създаването на Славяно-македонско научно и литературно дружество, сред чиито основатели е Чуповски. Той е и негов председател от 1902 до 1917 година. Към дружеството се присъединяват и небезизвестните Кръсте Мисирков, Стефан Дедов и Диаманди Мишайков, с които Чуповски се познава от ученическия клуб „Вардар“ и фондацията „Свети Сава“ в Белград. Дружеството така и не намира привърженици в Македония. Брат му Атанас Чуповски също е участник в дейността на дружеството в Санкт Петербург. През това време Чуповски издава редица трудове като основната им насеченост е популяризирането на македонистката идея. Издава първия македоно-руски речник, македонска граматика и чертае карта на областта Македония. През 1905 година Чуповски се връща в Македония, като прави опит за разпространява македонистките идеи там, но е прогонен от активиста на ВМОРО Иван Наумов Алябака, като според други източници това е извършено от войводата Стефан Димитров.
След избухването на Балканската война в 1912 година и окупацията на Македония Чуповски пристига на 17 ноември в София, където се вижда с част от македонската емиграция, но без особен успех. На 4 декември пристига в Скопие, където отсяда в дома на чичо си Вельо Марковски и също се среща с местни представители, но опитът му да ги убеди да възприемат идеите му се проваля. След това той заминава за Велес, където в дома на Ангел Коробар организира среща, на която присъстват и Петър Попарсов, Александър Мартулков, Ризо Ризов, Крум Зографов, Иван Попйорданов, учителят Иван Елезов, Димитър Ничев и Методи Попгошев. Чуповски ги убеждава да изпратят представители на Лондонската конференция, за да се борят за запазване на целостта на Македония. След провала на тази идея Чуповски напуска Македония и се връща в Петербург, където инициира изпращането на меморандум за независимостта на Македония до Великите сили.
В периода 1913 – 1914 година Димитър Чуповски издава 11 броя на вестник „Македонскій Голосъ“, в които той и неговите сподвижници от Петербургската македонска колония пропагандират съществуването на отделна македонска нация. Основно статиите са списвани от Чуповски под псевдонимите Управда и Добромир Стрезо. В броевете на „Македонский Голосъ“ Димитър Чуповски определя Борис Сарафов и Иван Гарванов като борци за независима Македония, а Яне Сандански за български агент и престъпник. След Първата световна война и Октомврийската революция политическата дейност на Чуповски се прекратява.
Димитър Чуповски умира на 29 октомври 1940 година в Ленинград. През 1990 година останките му са пренесени и погребани в Скопие в църквата „Свети Спас“ до гроба на Гоце Делчев.

## Оценка за дейността на Димитър Чуповски
В Северна Македония Димитър Чуповски е определян като един от най-видните македонци в историята и един от най-важните дейци на македонското национално възраждане.
В България дейността му се отчита като просръбска и македонистка, а той самият е определян като сръбски и руски шпионин, с дейност изразяваща се в подкрепа на сръбската пропаганда в Македония до 1918 година, когато Македония е поделена основно между Кралство Югославия и Гърция. Като основен довод за тази оценка се изтъква, че след това той изцяло преустановява дейността си. Сочи се и подкрепата му за избрания на 16 май 1902 сръбски митрополит от Цариградската патриаршия Фирмилиан Скопски, който със сръбска и руска дипломатическа помощ измества българския Скопски митрополит. Довод за такава оценка е и прогонването му от Македония през 1905 година от четата на Иван Наумов – Алябака заради пропагандирания от него македонизъм. В спомените си Христо Шалдев, който се запознава с Чуповски в Петербург, се изразява крайно отрицателно за него и неговите приближени. Според Шалдев основните идеолози на Чуповски са Стоян Новакович, който тогава е сръбски посланик в Санкт Петербург, а също професорите Йован Цвиич и Александър Белич. Твърди се, че дори собственият му чичо го изгонил през 1912 г. с обиди от дома си, заради проповядваните от него идеи. Социалистът Алексо Мартулков пише в спомените си, че Димитър Чупаров не е „чужд на Азиатския департамент“ на руското външно министерство, който отговаря за политиката към Османската империя.